# Teorie velkého třesku (7. řada)
V pořadí sedmá řada seriálu Teorie velkého třesku navazuje na šestou řadu. V premiéře ji vysílala americká televize CBS ve vysílací sezóně 2013/2014. Série má standardních 24 dílů. První díl byl odvysílán 26. září 2013 a poslední 15. května 2014.

## Seznam dílů
| Č. v seriálu | Č. v řadě | Původní název                      | Český název                       | Režie           | Premiéra v USA     | Premiéra v ČR     | Produkční kód |
| --- | --------- | ---------------------------------- | --------------------------------- | --------------- | ------------------ | ----------------- | ------------- |
| 136 | 1         | The Hofstadter Insufficiency       | Důsledek absence Hofstadtera      | Mark Cendrowski | 26. září 2013      | 19. června 2014   | 701           |
| Penny chybí Leonard a Sheldonovi, i když si to nechce přiznat, taky. Jsou si jistí, že i oni chybí Leonardovi a zavolají mu do Severního moře, jenže Leonard je uprostřed pařby a skvěle se baví. Oba se na něj naštvou a svěří si některá osobní tajemství. Bernadette a Amy se zúčastní konference neurologů, a pak si jdou odpočinout do baru. Dva cizí muži jim objednají pití a Bernadette při té příležitosti prohodí nevhodnou poznámku, že Amy si s nimi může kdykoliv začít. Amy se na ni naštve, ale později se usmíří a obě kamarádky nakonec zjistí, že jejich vkus ohledně mužů je bližší, než by se jim líbilo. Raj nemůže zapomenout na Lucy a Howard ho proto vezme na párty pro nové postgraduální studenty. Na ní se Rajeshovi moc nedaří a nakonec skončí v družném rozhovoru se slečnou Davisovou z Oddělení lidských zdrojů, kterou zase opustil manžel. |           |                                    |                                   |                 |                    |                   |               |
| 137 | 2         | The Deception Verification         | Verifikace podvodu                | Mark Cendrowski | 26. září 2013      | 23. června 2014   | 702           |
| Leonard se z expedice vrátí o několik dní dříve, ale neřekne to Sheldonovi, aby si v klidu užil s Penny. Ten pojme podezření, že je Penny Leonardovi nevěrná a když objeví Leonarda, hrozně se na oba naštve. Leonard pak jako výraz omluvy vezme Sheldona k zubaři, holiči a do Ústavu měr a vah. Howard natírá své matce několik týdnů záda silnou estrogenovou mastí a ta se tak dostane i do jeho těla, díky čemuž se Howard stane oteklým a emocionálně labilním. Než dojde k vyprchání účinků masti, dojde i na osahávání prsou mezi Rajeshem a Howardem. |           |                                    |                                   |                 |                    |                   |               |
| 138 | 3         | The Scavenger Vortex               | Egoismus lovce pokladů            | Mark Cendrowski | 3. října 2013      | 24. června 2014   | 703           |
| Raj vymyslí pro ostatní hru: hledání pokladu. Všichni se rozdělí na dvojice a jejich úkolem je vyřešit sérii hádanek, jenž je nakonec dovede ke zlaté minci. První tým, který ji najde, vyhrává. Sheldon "dostane" Penny a i když je proto ze začátku otrávený, nakonec si vedou poměrně dobře. Leonardova spolupráce s Bernadette je obtížná, protože Howardova manželka je přehnaně soutěživá a Leonardovi z celé akce udělá peklo. Nakonec se tyto dva týmy utkají o vítězství, jenomže se ukáže, že mince není na Sheldonově místě, ale každý má minci v kapse, kam je Raj umístil předchozího večera. V podstatě jsou tak všichni vítězové, jenže místo toho, aby byli spokojení, se na něj naštvou. Howard a Amy se moc neznají, ale v průběhu soutěže objeví jednu společnou zálibu: písničky Neila Diamonda. Postupem času je hádanky úplně přestanou zajímat a nakonec uspořádají v Cheescake Factory hudební vystoupení s diamondovými hity. |           |                                    |                                   |                 |                    |                   |               |
| 139 | 4         | The Raiders Minimization           | Minimalizace Dobyvatelů           | Mark Cendrowski | 10. října 2013     | 25. června 2014   | 704           |
| Sheldon pustí Amy film Dobyvatelé ztracené archy a ta ho následně usadí konstatováním, že Indiana Jones je ve filmu zbytečný: kdyby v něm nebyl, všechno by nakonec dopadlo stejně. Sheldon není schopný tuto tezi vyvrátit, a tak místo toho projde Amyiny oblíbené věci a pokusí se v nich také najít chyby. Raj a Stuart si vyplní profily na internetové seznamce, jenže nakonec dojdou k poznání, že stejně nemají úspěch. Zkusí to tedy postaru z očí do očí a dopadnou ještě hůř. Penny si v rámci výuky psychologie pořídí knihu Leonardovy matky, což ovšem Leonard těžce nese. Aby ho trochu uchlácholila, má s ním Penny sex a Leonard toho začne často využívat. Penny jeho taktiku prohlédne a spojí Leonarda on-line s jeho matkou, a po jejich krátkém rozhovoru se Leonard začne cítit opravdu špatně. |           |                                    |                                   |                 |                    |                   |               |
| 140 | 5         | The Workplace Proximity            | Proximita pracoviště              | Mark Cendrowski | 17. října 2013     | 26. června 2014   | 705           |
| Amy začne pracovat na stejné univerzitě jako Sheldon, kterému to zpočátku nevadí, ale pak na doporučení kamarádů změní názor. Jenže Amy už podepsala smlouvu a tak se oba dohodnou, že se na univerzitě nebudou vídat. Sheldon nakonec neodolá a Amy v jídelně před kolegy dokonale ztrapní. Mezitím Howard a Bernadette prožívají menší krizi a tak se Howard odstěhuje k Rajeshovi. Sheldon se nakonec Amy pokusí omluvit, jenže jeho vyjádření vyzní tak, že za všechno může Amy. Penny oběma ženám slíbí, že jejich muže srovná Leonard, který s nimi místo toho radši sestřeluje balónky laserem. |           |                                    |                                   |                 |                    |                   |               |
| 141 | 6         | The Romance Resonance              | Ozvěny romance                    | Mark Cendrowski | 24. října 2013     | 30. června 2014   | 706           |
| Sheldon přijde na způsob, jak vytvořit nový, stabilní, supertěžký prvek, a krátce poté jeho teorii potvrdí Číňané. Jenže zpětně zjistí, že udělal triviální chybu při přepočtu jednotek a jeho objev tedy byl dílem náhody. I když ho ostatní stále chválí, jemu to přijde nezasloužené a Amy mu dá romantický dárek tím, že ho zkritizuje a odsoudí. Howard si k výročí jejich prvního rande s Bernadette připraví písničku a hudební doprovod mají dělat jejich přátelé, jenže Bernadette postihne menší nehoda v laboratoři a je umístěna do karantény. Všichni se tedy odeberou do nemocnice a zazpívají Bernadette před pokojem, ve kterém je umístěna. Penny se také snaží udělat něco romantického pro Leonarda, ale ani s Rajeshovou pomocí jí to moc najde. Nakonec nechtěně vyndá krabici, ve které má všechny věci, které jí kdy Leonard dal, což Leonard považuje za romantické gesto. |           |                                    |                                   |                 |                    |                   |               |
| 142 | 7         | The Proton Displacement            | Výměna protonů                    | Mark Cendrowski | 7. listopadu 2013  | 1. července 2014  | 707           |
| V lékárně potkají Leonard, Sheldon a Amy Profesora Protona, a Sheldon ho samozřejmě začne otravovat svými řečmi. Profesor později napíše Leonardovi, jestli by se nechtěl podílet na výzkumu o nano-elektrodách, což Sheldona naštve, protože se neobrátil na něj. Začne ho proto odsuzovat a dokonce si za něj najde mladší náhradu. Profesor ustoupí a přijde se zeptat Sheldona, co si myslí o jeho studii, kterému přijde inspirující. Rajesh holkám navrhne, aby spolu vyráběli šperky a Howard se mu začne posmívat. O týden později přitom donese lepší nástroje a Raj se na něj naštve. Nakonec se udobří a Raj přinese jako dárek svému příteli miniaturní světelný meč. |           |                                    |                                   |                 |                    |                   |               |
| 143 | 8         | The Itchy Brain Simulation         | Simulace svědění mozku            | Mark Cendrowski | 14. listopadu 2013 | 2. července 2014  | 708           |
| Leonard objeví v krabici DVD, které si půjčil z půjčovny Sheldon a on ho měl vrátit, ale neudělal to. Sheldon nebude kvůli tomu vyšilovat pod podmínkou, že dokud Leonard DVD nevrátí, musí nosit na holé kůži svetr, aby věděl, jaké to je, když ho něco neustále štve. Jenže půjčovna už neexistuje a Leonard není schopný několik dní DVD vrátit, takže mu mezitím na těle naskáče vyrážka. Sheldon mu nakonec prozradí, že za DVD už zaplatil a chtěl pouze Leonardovi udělit lekci, čímž svého spolubydlícího rozzuří. Penny v práci potká bývalou Rajeshovu přítelkyně Lucy a zkritizuje ji za to, že se s Rajeshem rozešla přes email. Lucy si s ním tedy domluví schůzku a omluví se mu, ale zároveň prozradí, že už má dalšího přítele. Raj se naštve na Penny a ta mu za to dohodí jiné rande, které ovšem dopadne ještě hůř. |           |                                    |                                   |                 |                    |                   |               |
| 144 | 9         | The Thanksgiving Decoupling        | Anulace na Den díkůvzdání         | Mark Cendrowski | 21. listopadu 2013 | 3. července 2014  | 709           |
| Howardova matka zve celou partu k sobě domů na Den díkůvzdání. Všichni souhlasí, až na Sheldona, který protestuje a přirovnává se k otrokovi, kterého vytáhli z Afriky. Zároveň vyjde najevo, že Penny, aniž to tuší, je provdaná za svého expřítele Zacka. Na oslavu Dne díkůvzdání původně nechtěl ani Bernadettin otec Mike. Raj se spolu s Amy a Bernadette pustí do vaření. Mezitím Penny zavolá Zackovi, aby co nejdříve přijel a spolu s ní manželství zrušil. Přestože Sheldon ani Mike na oslavu nechtěli, spřátelí se u fotbalového zápasu a nakonec si spolu dají i pivo. To vede k tomu, že si začnou dělat srandu z Howarda i Bernadette a musejí se jim omluvit. V té době už je v domě Zack a spolu s Penny podepíše formulář ohledně rozvodu. Kupodivu se mezi nimi nikdy neukázala Howardova matka jakožto ta, která všechny pozvala ke stolu. |           |                                    |                                   |                 |                    |                   |               |
| 145 | 10        | The Discovery Dissipation          | Vyvrácení existence objevu        | Mark Cendrowski | 5. prosince 2013   | 7. července 2014  | 710           |
| Díky svému objevu nového prvku se Sheldon objeví v rádiu s Irou Flatowem, kterého začne nenávidět a ještě víc mu vadí jeho "nezasloužená" sláva. Po nějaké době díky Wilu Wheatonovi změní názor a začne mít ze svého omylu radost. Jenže v ten moment vejde do scény Leonard a prohlásí, že testoval onen prvek v laboratoři a zjistil, že neexistuje. Zároveň zjistil, že Číňané, kteří o několik epizod dříve také provedli test, zfalšovali výsledky. Díky tomu se oba opět dostanou do rádia. Rajův byt mezitím dezinfikují, a tak je nucen se i se svým psem dočasně přestěhovat k Howardovi a Bernadette. Ovšem chová se k nim lépe než se oba dva chovají k sobě navzájem, což se jim nelíbí a vyhodí ho. Zamíří tedy k Sheldonovi a Leonardovi, kde se začne chovat stejně k Sheldonovi a Amy, a ani jim se to nelíbí. |           |                                    |                                   |                 |                    |                   |               |
| 146 | 11        | The Cooper Extraction              | Cooperova extrakce                | Mark Cendrowski | 12. prosince 2013  | 8. července 2014  | 711           |
| Sheldon oznámí přátelům, že jede domů do Texasu, protože jeho sestra čeká dítě. Protože se blíží Vánoce, je to skvělá příležitost, aby ostatní uspořádali vánoční večírek bez něj a mohli si tak dělat, co chtějí. Oslava se však změní ve skupinové přemýšlení o tom, jaké by byly jejich životy, kdyby nikdo z nich neznal Sheldona. Představují si např. situace, kdy se Leonard seznámí s Penny ne přes chodbu, ale v Cheesecake Factory. I přesto by ale nejspíš všichni tři kluci žili každý sám, nicméně Raj si představuje, jak by on a Leonard žili a vypadali, kdyby bydleli spolu. Do všeho se vkládá osamělý Stuart, který chce být součástí alespoň některého příběhu. Sheldon během tohoto rozsáhlého rozhovoru několikrát zavolá Amy přes videochat a povídá o tom, jak jde porod. |           |                                    |                                   |                 |                    |                   |               |
| 147 | 12        | The Hesitation Ramification        | Následek zaváhání                 | Mark Cendrowski | 2. ledna 2014      | 9. července 2014  | 712           |
| Penny dostane roli zákaznice v restauraci v televizním seriálu Námořní vyšetřovací služba a oznámí to přátelům. Ti pochopitelně gratulují a podívají se na epizodu, kde Penny měla vystoupit. Jenže ke zklamání všech zjistí, že scéna, kde měla být Penny, byla vystřižena. Ji to rozhodí a Leonard se ji snaží utěšit, což se mu ale nepodaří a říká dost nevhodné věci. Později se jí za to omluví, Penny omluvu přijme a když se později opije, požádá Leonarda o ruku. Ten tak dlouho váhá, že si to Penny vyloží jako nesouhlas a jejich vztah se tak opět dostane k bodu mrazu. Sheldon mezitím s překvapením zjišťuje, že není tak vtipný, jak si myslí. Snaží se proto přijít se "sjednocenou teorií komedie", která by mu měla zajistit, že dokáže vymyslet vtip. Nikdo se mu však nesměje a už vůbec ne Leonard, kterého přišel utěšovat kvůli jeho situaci s Penny. Raj se jako obvykle pokouší sbalit nějakou hezkou holku. Vždy ale znervózní a řekne něco, co každou holku odradí. Howard, Bernadette a Stuart se mu proto snaží pomoci a vyjde na povrch nápad, že by Raj napřed mohl zkoušet mluvit s "normálními" lidmi a až potom s holkami. Zkouší to proto se Stuartem v obchodním centru, ale vrátí se s nepořízenou. |           |                                    |                                   |                 |                    |                   |               |
| 148 | 13        | The Occupation Recalibration       | Rekalibrace zaměstnání            | Mark Cendrowski | 9. ledna 2014      | 10. července 2014 | 713           |
| I přesto, že Leonard posledně odmítl Pennyinu žádost o ruku, stále spolu chodí. Penny se tedy plně začne soustředit na kariéru herečky a dá výpověď v Cheescake Factory, s čímž Leonard nesouhlasí, i když předstírá že ano. Penny to zjistí, začnou se s Leonardem hádat a následně se jako obvykle usmíří. Bernadette zničí Howardovi komiks a chce ho nahradit dřív, než to její manžel zjistí. Stewart ho bohužel nemá a oba jsou nuceni zajít ke konkurenci, kde se její majitel Stewartovi posmívá. Bernadette od něj odmítne komiks koupit a vynadá mu, ale pak se stejně vrátí. Do Amy se zamiluje Bert z geologického oddělení a její tvrzení, že chodí se Sheldonem, bere jako výmluvu. Howard a Raj mu to vysvětlí, ale místo Amy se musí zúčastnit nudné výstavy kamenů. |           |                                    |                                   |                 |                    |                   |               |
| 149 | 14        | The Convention Conundrum           | Nejasnost s konferencí            | Mark Cendrowski | 30. ledna 2014     | 14. července 2014 | 714           |
| Kluci se neúspěšně pokusí získat vstupenky na Comic Con. Sheldon se místo toho rozhodne uspořádat vlastní akci a k účasti na ní přemluvit Jamese Earla Jonese. To se mu sice nepodaří, ale oba spolu prožijí zábavný večer. Raj, Leonard a Howard chtějí využít služeb překupníka s lístky. Když už má dojít k předání lístků, kluci dostanou strach a z celého obchodu vycouvají. Penny, Bernadette a Amy se rozhodnou chovat dospěle a zajdou si do hotelu na čaj po poledni. Bohužel je okolo spousta dětí a ukáže se, že být dospělý je docela nuda. |           |                                    |                                   |                 |                    |                   |               |
| 150 | 15        | The Locomotive Manipulation        | Manipulace lokomotivou            | Mark Cendrowski | 6. února 2014      | 15. července 2014 | 715           |
| Na svatého Valentýna připraví Amy pro Sheldona vzrušující zážitek: večeři v plně funkčním historickém vlaku s Howardem a Bernadette. Sheldon ovšem všechno zkazí, když se místo Amy věnuje chlápkovi u vedlejšího stolu, který je také fanouškem vlaků. Poté co mu Amy vynadá si Sheldon uvědomí svou chybu a políbí ji, čímž si napraví reputaci. Leonard a Penny během radovánek v posteli přestanou sledovat Rajeshova psa, kterého mají hlídat, a ten sní čokoládu. Protože ta je pro psy jedovatá, odvezou ho na veterinu, kam posléze dorazí i Raj. Všechno dopadne dobře a Raj nakonec získá i telefonní číslo veterinářky. |           |                                    |                                   |                 |                    |                   |               |
| 151 | 16        | The Table Polarization             | Manipulace jídelním stolem        | Gay Linvill     | 27. února 2014     | 16. července 2014 | 716           |
| Penny se trochu zpozdí na konkurzu a při večeři je nucena sedět na zemi, takže Bernadette navrhne, aby si Leonard se Sheldonem pořídili jídelní stůl. Jenže Sheldon je proti a začne tento nápad sabotovat. Penny zmanipuluje Leonarda, aby prosadil svou a stůl koupil, a Amy Sheldona, aby se mu postavil. Leonard vyhraje, ale od nového stolu se všichni vrátí zpátky na stará místa, protože je Sheldon začne citově vydírat. NASA chce, aby se Howard znovu vrátil na ISS. Ten s radostí přijme, ovšem Bernadette mu obratem připomene, jak špatně snášel první misi. A protože Howard na svém rozhodnutí trvá, přibere si jeho manželka na pomoc Raje, svého otce Mikea a Mika Massimina, a ti mu návrat do vesmíru rozmluví. |           |                                    |                                   |                 |                    |                   |               |
| 152 | 17        | The Friendship Turbulence          | Turbulence přátelství             | Mark Cendrowski | 6. března 2014     | 17. července 2014 | 717           |
| Při večeři se Leonard a Penny pohádají, protože Penny odmítla roli v podřadném filmu, i když má málo peněz. Navíc se jí rozbije auto, takže se bude muset vrátit do Cheescake Factory. Leonard ji překvapí a koupí ji nové auto. Sheldon si zase utahuje z Howarda, jenže tentokrát se ho zastane Bernadette. Sheldon ji upozorní na množství žertíků, které mu její manžel provedl. Howard tedy navrhne, aby se přestali urážet a pozve ho na výlet do Houstonu do střediska NASA. Raj dá na doporučení Amy, podívá se po roce na online seznamku a chce se seznámit s dívkou Emily. Protože si nevěří, jde na první schůzku místo něj Amy. Ta, i když Raje vychválí, neuspěje, protože Emily přijde Rajeshovou chování stydlivé a pasivní. Na druhou schůzku už se Rajesh dostaví, jenže se zase chová jako podivín bez zábran a znovu pohoří. |           |                                    |                                   |                 |                    |                   |               |
| 153 | 18        | The Mommy Observation              | Choulostivý moment překvapení     | Mark Cendrowski | 13. března 2014    | 21. července 2014 | 718           |
| Sheldon a Howard jsou v Texasu, takže zbytek party si může dělat, co chce. Do bytu Sheldona a Leonarda vejde Stuart a začne předstírat záchvat kašle a omdlení. Ve skutečnosti si on a Raj připravili další Koothrappaliho záhadnou vražednou večeři. Stuart je v této hře zavražděn, někdo z ostatních je podezřelý a všichni musí vypátrat, kdo je vrahem. Během hry vyjde najevo, že se podezřelý vrátil z budoucnosti, aby Stuarta zabil. Tím se otevře diskuze o tom, jak bude celá jejich parta vypadat za 20 let. Penny během toho omylem vyzradí, že tím vrahem byla ona. Později všichni souhlasí, že se přesně za 20 let sejdou. Stuart, který v mobilu nemá kalendář, si to napíše na ruku a dorazí za 20 let jako jediný. Howard a Sheldon se mezitím rozhodnou překvapit Sheldonovu matku a navštívit ji. Sheldon ji však přes okno jejího domu spatří nahou na gauči s jiným mužem. Odjedou tedy do hospody, kde Sheldon raději matce zavolá. Pak se vrátí zpět a při rozhovoru se svou matkou se Sheldon zachová jako obvykle, tak ho máma pošle do jeho pokoje. Se Sheldonem si ještě přijde promluvit Howard a nakonec se Sheldon pokusí situaci napravit, ale i když to vypadá nadějně, nepodaří se mu to.                |           |                                    |                                   |                 |                    |                   |               |
| 154 | 19        | The Indecision Amalgamation        | Rozhodovací martyrium             | Anthony Rich    | 3. dubna 2014      | 22. července 2014 | 719           |
| Sheldon se nemůže rozhodnout, jestli si má koupit Xbox One nebo PS4. Zkouší se radit s ostatními, ale bezvýsledně. Raj v kavárně narazí na Emily, se kterou se setkal o pár epizod dříve a nedopadlo to dobře, a nyní se opět pokouší na ni zapůsobit. Jenže později mu napíše jeho expřítelkyně Lucy a on váhá, se kterou má jít na rande. Penny pro změnu neví, zda vzít roli ve filmu Opičí vrah 2: Opička vidí, opička zabije. V rozhodování jí pomáhá Leonard i Wil Wheaton, ale jemu se to vůbec nepovede. Když Sheldon a Amy dorazí do obchodu s elektronikou, Sheldon je přesvědčen, že se definitivně rozhodl pro Xbox One, ale opět začne přemítat a než si stihne jednu z herních souprav vybrat, v obchodě zavřou. Raj se rozhodl pro rande s oběma slečnami a zatím si vyšel jen s Emily. Penny nakonec roli vezme a zjistí, že Wil bude ve filmu hrát také. |           |                                    |                                   |                 |                    |                   |               |
| 155 | 20        | The Relationship Diremption        | Tristní rozpad vztahu             | Mark Cendrowski | 10. dubna 2014     | 23. července 2014 | 720           |
| Raj chce spolu s Emily podniknout rande ve čtyřech. Pro tyto účely si vybere Howarda s Bernadette. Ač se Howard na jejich vzájemné setkání velmi těší, hned po prvním spatření Emily se celá věc změní. Vždyť on ji zná, a nesetkali se zrovna v dobrém. Sheldon se mezitím potýká s faktem, že teorie strun nemá budoucnost, a hodlá se vrhnout na něco nového, na něco, co by ho naplňovalo. A kdo jiný by mu mohl pomoci se zkrachovalým životem, než Penny. Jenže po jejím zásahu skončí Sheldon opilý v posteli a ráno nemá ani tušení, co vše a komu večer prováděl. |           |                                    |                                   |                 |                    |                   |               |
| 156 | 21        | The Anything Can Happen Recurrence | Tradice nepředvídatelných čtvrtků | Mark Cendrowski | 24. dubna 2014     | 24. července 2014 | 721           |
| Z důvodu nudného stereotypu se Sheldon s Leonardem rozhodnou pro čtvrtek "Stát se může cokoliv". Když ale ani jednoho z nich nenapadne, co by mohli dělat, rozhodne se je Penny vytáhnout ven. Na své cestě potkají Bernadette s Amy, které, ač tvrdily, že mají spoustu práce, sedí u vína a povídají si. Toto střetnutí ukáže opravdové vztahy mezi jednotlivými přáteli a odhalí několik dosud nevyřčených pravd. Howard s Rajem mezitím sledují béčkový horor, který se moc líbí Emily. Aby ji Raj nezklamal, chce ho vidět ještě předtím, než si ho pustí s ní. Ovšem už po prvních pár minutách je jasné, že člověk, kterému se takové filmy líbí, nemůže být úplně v pořádku. |           |                                    |                                   |                 |                    |                   |               |
| 157 | 22        | The Proton Transmogrification      | Rozjímání s Protonem              | Mark Cendrowski | 1. května 2014     | 28. července 2014 | 722           |
| Blíží se 4. květen a s ním i Den Hvězdných válek. Všichni čtyři kluci už se moc těší, jak tento den, tak jako vždy, náležitě oslaví. Jenže v nejlepším přijde zdrcující zpráva. Arthur Jeffries jakožto profesor Proton zemřel. Nebylo by tedy lepší strávit Den Hvězdných válek na jeho pohřbu uctěním jeho památky, než sledováním filmů? Jediný Leonard s Penny se rozhodnou pro tuto alternativu, Sheldon, Raj a Howard mají v plánu pro ně klasický 4. květen. Jenže i když se Sheldon zdá být v pořádku a nezasažen smrtí Arthura, není tomu tak. Až profesor Proton ho v jeho snech dokáže přivést zpět k rozumu... |           |                                    |                                   |                 |                    |                   |               |
| 158 | 23        | The Gorilla Dissolution            | Gorilí exces                      | Peter Chakos    | 8. května 2014     | 29. července 2014 | 723           |
| Penny pokračuje v natáčení gorilího hororu. Bohužel, ani režisér se na něj nedokáže dívat. Když se mu to Penny pokusí vytknout, a Leonard spolu s Wilem Wheatenem se jí zastanou, režisér je z filmu vyhodí. Sheldon z Rajem se mezitím chystají do kina. Nemilé překvapení pro Raje bude, když v kině potká Emily s jiným mužem. Nic ale naštěstí není tak, jak to vypadá. A Howard, ten spolu s Bernadette, hlídá svou matku poté, co ji zranil cvičícím strojem. Všechny páry nakonec najdou řešení a východiska z problémů, a nakonec je čeká sladké usmiřování... |           |                                    |                                   |                 |                    |                   |               |
| 159 | 24        | The Status Quo Combustion          | Porušení statu quo                | Mark Cendrowski | 15. května 2014    | 30. července 2014 | 724           |
| Leonard s Penny se zasnoubili. Teď je na čase vyřešit pár otázek, které se spojí s novou fází vztahu, především společné bydlení. Ať už se ale Leonard rozhodne jakkoliv, vždy bude muset z plánu na společné bydlení vyškrtnout Sheldona, a tomu se to samozřejmě vůbec nelíbí. Svou reakcí na Leonardovo stěhování všechny překvapí. Howard mezitím i nadále hledá pečovatelku pro svou matku. Nikdo to s ní nedokáže vydržet déle než pár hodin. Nakonec se jako nejlepší možnost ukáže Stuart. Ten, aby se po problémech v obchodě s komiksy postavil zpět na vlastní nohy, potřebuje každou korunu. |           |                                    |                                   |                 |                    |                   |               |